# Mycin
O MYCIN foi um dos primeiros sistema especialistas, desenvolvido ao longo de cinco ou seis anos no início de 1970 na Universidade de Stanford. Ele foi escrito em Lisp como a dissertação de doutoramento de Edward Shortliffe sob a orientação de Bruce Buchanan, Stanley N. Cohen e outros. Ele surgiu no laboratório que havia criado anteriormente o sistema especialista Dendral, mas enfatizava a utilização de regras de julgamento onde havia elementos de incerteza (conhecidas como fatores de segurança) que lhes eram associados. Este sistema especialista foi desenvolvido para identificar as bactérias causadoras de infecções graves, tais como bacteremia e meningite, e para recomendar antibióticos, com a dose ajustada para o peso corporal do paciente; O nome derivou dos mesmos antibióticos, uma vez que muitos  antibióticos contém o sufixo "-mycin". O sistema Mycin também foi utilizado para o diagnóstico de doenças da coagulação sanguínea.

## Método
MYCIN operava usando um motor de inferência bastante simples, e uma base de conhecimento de aproximadamente 600 regras. Seria uma consulta ao médico, executando o programa através de uma longa série de simples questões do tipo sim/não ou questões textuais. No final, era fornecida uma lista de possíveis bactérias culpadas classificadas em ordem de alta a baixa probabilidade de cada diagnóstico, o grau de confiança em cada diagnóstico de probabilidade, o raciocínio por trás de cada diagnóstico (ou seja, O MYCIN também a lista as perguntas e regras que levaram a classificar um diagnóstico de forma particular), e seu curso recomendado de tratamento da toxicodependência.
Apesar do sucesso de MYCIN, ele acendeu um debate sobre o uso de seus ad hoc, mas baseado em princípios, quadros de incerteza conhecida como "fatores de segurança". Os desenvolvedores realizaram estudos mostrando que o desempenho de MYCIN foi muito pouco afectado por perturbações nas métricas de incerteza associados às regras individuais, sugerindo que o poder no sistema era mais relacionado à sua representação do conhecimento e de raciocínio do que aos detalhes do seu modelo de incerteza numérica. Alguns observadores sentiram que deveria ter sido possível utilizar o clássico modelo de inferências bayesianas, mas os desenvolvedores do MYCIN arguiram que Isso exigiria tanto hipóteses irrealistas de independência probabilística quanto exigir dos peritos o fornececimento de estimativas para um número inviavelmente grande de probabilidades condicionais.
Estudos subseqüentes mostraram mais tarde que o modelo de fator de segurança poderia certamente ser interpretado no sentido probabilístico, e destacou os problemas com as suposições implícitas de um modelo desse tipo. Contudo, a estrutura modular do sistema iria ser muito bem sucedida, levando ao desenvolvimento de modelos gráficos como as redes Bayesianas.

## Resultados
Pesquisa realizada na Stanford Medical School considerou que o MYCIN propôs uma terapêutica aceitável em cerca de 69% dos casos, o que era melhor do que o desempenho dos especialistas em doenças infecciosas, que foram julgados usando os mesmos critérios. Este estudo é frequentemente citado como mostrando o potencial de desacordo sobre as decisões terapeuticas, mesmo entre os peritos, quando não há "padrão ouro" para o tratamento correto.

## Uso prático
O MYCIN nunca foi realmente usado na prática. Isso não foi por causa de alguma fraqueza em seu desempenho. Como mencionado, em testes, superarou os membros do corpo docente da escola médica de Stanford. Alguns observadores levantaram questões éticas e legais relacionadas ao uso de computadores na medicina — se um programa dá um diagnóstico errado ou recomenda a terapia errada, quem deveria ser responsabilizado? No entanto, o maior problema, e a razão porque o MYCIN não foi utilizado na prática de rotina, foi o estado das tecnologias de integração de sistemas, especialmente no momento em que foi desenvolvido. MYCIN era um sistema stand-alone que exigia que o usuário digitasse todas as informações relevantes sobre o paciente, escrevendo em resposta às questões levantadas pelo MYCIN. O programa funcionou em um grande sistema de tempo compartilhado, disponível na Internet precoce (ARPANet), antes dos computadores pessoais serem desenvolvidos. Na era moderna, um tal sistema seria integrado com os sistemas de registro médico, iria extrair respostas para as perguntas de bancos de dados do paciente, e seria muito menos dependente da entrada do médico da informação. Na década de 1970, uma sessão com MYCIN poderia facilmente consumir 30 minutos ou mais, um compromisso de tempo irreal para um médico ocupado.
A maior influência de MYCIN foi no sentido de sua demonstração do poder da sua representação e abordagem de raciocínio. Sistemas baseados em regras, em muitos domínios não-médicos foram desenvolvidos nos anos que se seguiram à introdução da abordagem pelo MYCIN. Na década de 1980, sistemas especialistas "shells" foram introduzidos (incluindo um baseado no MYCIN, conhecido como E-MYCIN (seguido pelo KEE)) e apoiaram o desenvolvimento de sistemas especialistas em uma grande variedade de áreas de aplicação.
A dificuldade que ganhou proeminência durante o desenvolvimento do MYCIN e sistemas especialistas complexos posteriores foi a extração do conhecimento necessário para o motor de inferência a ser usado pelo especialista humano, nos domínios relevantes para a base de regras (a assim chamada engenharia do conhecimento).